# Dukkha
Dukkha (दुःख) is lijden, pijn, onbevredigende ervaringen, ongemak of stress in het boeddhisme. Dukkha is de notie dat ongemak en pijn onlosmakelijk verbonden zijn aan het leven. Het bestaan van dukkha is de eerste edele waarheid en een van de drie karakteristieken van bestaan. De term komt ook voor in Hindoeïstische teksten met betrekking tot moksha, zoals de upanishaden.

## Etymologie
Dukkha komt voor in oude indiase literatuur in de betekenis van alles wat ongemakkelijk, onplezierig, oncomfortabel of moeilijk is of wat pijn of verdriet veroorzaakt. Er bestaat geen Nederlands woord die het begrip dukkha volledig dekt. Het tegengestelde van dukkha is sukkha in de betekenis van geluk, plezier, comfortabel.
Voor de herkomst van het woord wordt vaak verwezen naar de as van een wiel. Volgens de Amerikaan Winthrop Sargeant heeft het woord een Indo-Arische herkomst. Het voorvoegsel su en du is een indicatie voor goed en slecht. Het voorvoegsel kha heeft in het Sanskriet de betekenis van leeg of ruimte, maar is een verwijzing naar het naafgat in een wiel waar de as doorheen gaat. Dukkha zou dan de betekenis hebben van een slecht naafgat, wat leidt tot een oncomfortabele rit.
Volgens Monier Monier-Williams is de herkomst van het Pali woord dukkha afkomstig uit het Sanskriet en een samenvoeging van dus (दुस्, slecht) en sthā (स्था, staan). In de diverse Indo-Arische talen die in India zijn ontstaan uit het Sanskriet (Prakrit) heeft dus-sthā zich ontwikkeld van duḥkha naar dukkha.

## Boeddhisme
In vertalingen van boeddhistische teksten worden diverse woorden gebruikt voor het woord dukkha. Oudere vertalingen in de westerse wereld vertalen dukkha vaak als lijden. Tegenwoordig wordt erkend dat de term moeilijk te vertalen is. In de Sallatha Soetra wordt in de parabel van de twee pijlen door Gautama Boeddha onderscheid gemaakt tussen pijn en het ontstaan van dukkha. Een man wordt geraakt door twee pijlen: de eerste pijl geeft fysieke of mentale pijn, terwijl de tweede pijl een mentale reactie geeft op de eerste pijl. De eerste pijl is onvermijdelijk, de tweede pijl dukkha. In het vers van Ubbiri uit de Theratherigatha (onderdeel van de Khuddaka Nikāya) helpt Gautema Boeddha een rouwende moeder haar verlies in een breder perspectief te zien om zo dukkha te overwinnen.
Ook in de Dhammacakkappavattanasutta (Sanskriet: Dharmachakrapravartanasutra) beschrijft Gautama Boeddha het begrip dukkha:
- Geboorte (jati) is dukkha, ouder worden is dukkha, ziek zijn is dukkha, sterven is dukkha
- Verbonden zijn met hetgeen je niet verbonden wilt zijn is dukkha
- Gescheiden zijn van hetgeen je verbonden wilt zijn is dukkha
- Niet krijgen wat je wil hebben is dukkha
- Samengevat zijn de vijf khandhas dukkha

In boeddhistische soetra's worden drie categorieën van dukkha beschreven:
1. Dukkha-dukkha: al het mentale en lichamelijke ongemak en pijn wat mensen tijdens hun leven ervaren
2. Viparinama-dukkha: het ongemak wat wordt veroorzaakt door het onvermogen veranderingen van mentaal en lichamelijk gemak te accepteren. Niet accepteren dat alles onderhevig is aan verandering, impermanent is en van zichzelf leeg is (voor zijn bestaan afhankelijk is van iets anders).
3. Saṅkhāra-dukkha: een existentieel ongemak wat wordt veroorzaakt door onze geconditioneerde dualistische kijk op het bestaan: een mens voelt zich gescheiden van de wereld om zich heen.

In het boeddhisme wordt veel belang gehecht aan het ontwikkelen van inzicht in het ontstaan en overwinnen van dukkha. Daarom maakt dukkha onderdeel uit van de vier edele waarheden. Dukkha moet worden begrepen (pariññā), zodat de oorzaak van dukkha (samudaya) kan worden opgeheven (pahāna). De opheffing (nirodha) van dukkha moet worden behouden (sacchikāta). De weg naar de opheffing van dukkha (magga) moet worden ontwikkeld (bhāvanā).